# Шёнлебер, Густав
Густав Шёнлебер (нем. Gustav Schönleber; 1851—1917) — немецкий живописец пейзажного жанра.

## Биография
Родился 3 декабря 1851 года в Битигхайм-Биссингене.
Густав Шёнлебер был от рождения слеп на один глаз, но с детства имели тягу к рисованию. В 1869 году получил учёную степень в области машиностроения в Политехническом университете Штутгарта, но затем по совету двоюродного брата решил начать обучаться искусству. Был учеником сперва портретиста Курца в Штутгарте, а потом брал частные уроки у пейзажиста Лира в Мюнхене в 1870—1873 годах. В это время совершал поездки на этюды в Верхнюю Италию, Голландию и приморские части Германии.
С 1880 по 1917 год состоял профессором и директором Государственной Академии художеств в Карлсруэ. Был учителем многих известных впоследствии немецких художников. Среди его учеников был Макс Фрей. Его ландшафты, изображающие преимущественно луга и поля, отличаются натурализмом, а архитектурные виды — строгой перспективой и прекрасной передачей освещённости.
Его наиболее известные картины: «Возвращение с рыбной ловли», «Рыбный рынок в Данциге», «Вид Венеции», «Генуэзская гавань», «Роттердам» (лучшее из его произведений), «Канал близ Остенде» и «Гавань в Остенде». Кроме этих произведений, существует несколько удачных офортов его работы и созданные им иллюстрации к роскошным изданиям географических сочинений, в том числе к «Küstenfahrten an der Nord- und Ostsee».
Художник скончался 1 февраля 1917 года в Карлсруэ.